# Sphegigaster cracentis
Sphegigaster cracentis is een vliesvleugelig insect uit de familie Pteromalidae. De wetenschappelijke naam is voor het eerst geldig gepubliceerd in 1988 door Heydon & LaBerge.